# اولد آشیپون (ویسکانسین)
اولد آشیپون (به انگلیسی: Old Ashippun) یک منطقهٔ مسکونی در ایالات متحده آمریکا است که در شهرستان دوج، ویسکانسین واقع شده‌است. اولد آشیپون ۲۶۷٫۹۲ متر بالاتر از سطح دریا واقع شده‌است.